# Verzadigde verbinding
Een verzadigde verbinding is een molecuul die uitsluitend enkelvoudige C-C bindingen heeft. Wanneer een molecuul minstens één dubbele binding bevat dan is er sprake van een onverzadigde verbinding.
Verzadigde verbindingen komen veel voor in koolwaterstof en de organische chemie.
De eenvoudigste verzadigde verbindingen zijn de alkanen
- ethaan H3C-CH3
- propaan H3C-CH2-CH3
- butaan H3C-CH2-CH2-CH3
- enz.

Maar ook vetzuren kunnen verzadigde verbindingen bevatten.

Structuurformule van stearinezuur

- stearinezuur is een verzadigd vetzuur. Het heeft geen dubbele binding in de lange koolstofketen.